# Иван Яхнаджиев
Иван Дончев Яхнаджиев е български художник авангардист, въвел бодиарта в България.
През 1977 г. завършва специалност живопис във ВИИИ „Николай Павлович“ в класа на проф. Добри Добрев.
От същата година Яхнаджиев започва да излага творбите си в общи художествени изложби в България и чужбина. Самостоятелни изложби организира в София, Варна, Благоевград, Рим. Творчеството му е в областта на пейзажа, натюрморта, фигуралната композиция.
Негови творби са притежание на НХГ, СГХГ, НИМ и градските галерии във Варна, Вършец, Габрово, Търговище, както и в частни сбирки в Гърция, САЩ, Финландия, Франция, Швеция, Япония.